# Idared

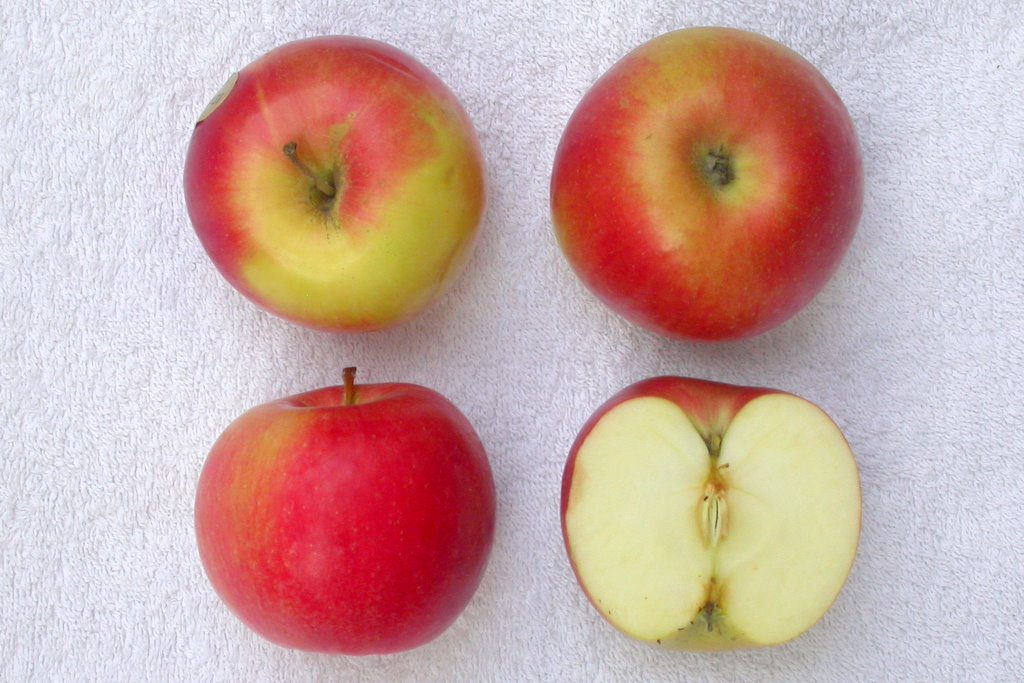
Przekrój przez owoc odmiany Idared

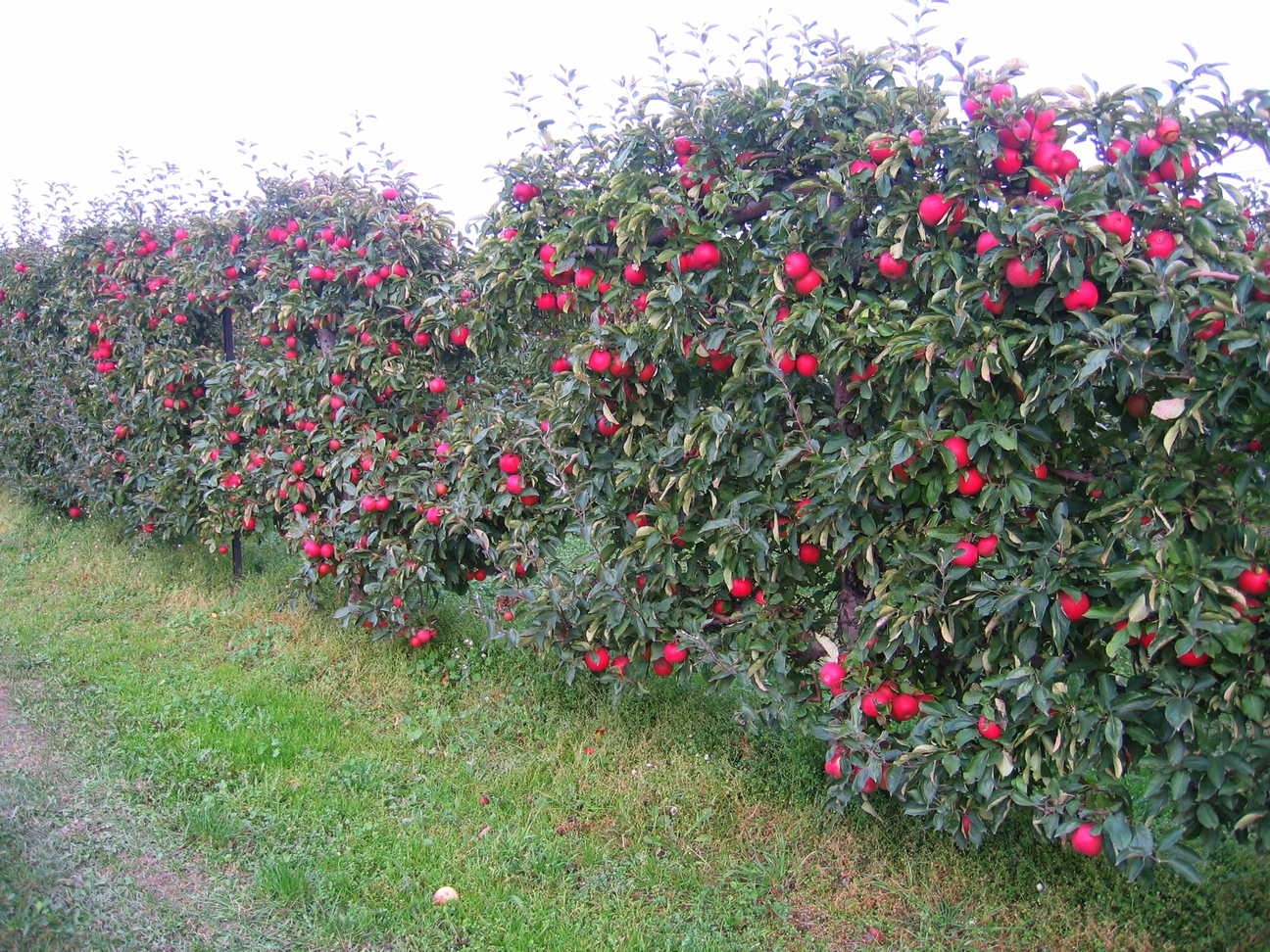
Uprawa Idareda w szpalerze

Idared – odmiana uprawna (kultywar) jabłoni domowej (Malus domestica ‘Idared’), należąca do grupy odmian późnozimowych, otrzymany w 1942 roku w Stacji Doświadczalnej Uniwersytetu Idaho (USA) poprzez skrzyżowanie odmian Jonathan i Wagener. Jest rozpowszechniona zarówno w USA, jak i w Europie Zachodniej. Do Polski sprowadzona w 1952 roku i obecnie jest jedną z najpopularniejszych odmian w sadach towarowych w Polsce ze względu wysoką zdolność przechowalniczą i stosunkowo dużą łatwość uprawy. Do Rejestru Odmian prowadzonego przez Centralny Ośrodek Badania Odmian Roślin Uprawnych wpisana w 1990 roku.

## Morfologia

### Drzewa
Odmiana początkowo rośnie silnie, później wzrost słabnie średniej wysokości. Korona drzewa jest mała lub średnia, lecz dość gęsta, posiada gałęzie zwisające do dołu, licznie pokryte krótkopędami owoconośnymi.

### Owoce
Idared posiada owoce o średniej wielkości, o masie ok. 140 g, kształtu kulistego, lekko spłaszczone przy szypułce i kielichu, dość ciężkie. Skórka owocu jest mocna, gruba i błyszcząca, o jasnożółtym zabarwieniu z zielonkawym odcieniem. Przetchlinki małe, szare i słabo widoczne. Rumieniec jest od jasnoczerwonego po karminowy, rozmyty, z nielicznymi paskami i smużkami. Miąższ w owocu jest biały, z lekkim odcieniem kremowym, drobnoziarnisty, soczysty, jędrny o lekko kwaskowatym smaku, smaczny jeśli był zebrany w prawidłowym okresie i dobrze przechowywany.

## Uprawa

### Rozwój i owocowanie
Odmiana Idared jest w okresie szybkiego wzrostu do pierwszego obfitego owocowania, zwykle do 3. roku po zasadzeniu. Kwitnie w drugiej połowie kwietnia i pierwszej połowie maja. Owocuje obficie, corocznie. Owoce odmiany Idared zbierane są w połowie października, a dojrzałość konsumpcyjną osiągają w styczniu i przechowują się dobrze w każdym rodzaju chłodni aż do wiosny. Przechowywane w chłodni z w warunkach kontrolowanej atmosfery zachowują dobrą jakość nawet przez rok.

### Pielęgnacja
Odmiana w dużym zakresie jest samopylna, choć do utrzymania corocznego owocowania na wysokim poziomie może potrzebować w pobliżu zapylaczy, np. Ligol czy McIntosh. Odmiana jest mało wrażliwa na parch, lecz mało odporna na mączniaka i wrażliwa na niskie temperatury w zimie oraz przymrozki wiosenne (do –18 °C). Drzewa już w młodości są wrażliwe na raka drzew owocowych, a ponadto łatwo ulegają zarazie ogniowej. W przechowalniach jabłko czasami ulega fizjologicznej chorobie o nazwie plamistość jonatana.

## Zastosowanie
Ze względu na cechy miąższu, odmiana nadaje się dobrze na soki i ciasta. Jest ponadto jedną z głównych odmian eksportowanych na wschód Europy. Ze względu na wrażliwość na choroby i konieczność intensywnej ochrony chemicznej odmiana nie jest zalecana do uprawy amatorskiej.